# Papilla linguale
Le papille linguali, o papille gustative nel linguaggio comune, sono piccole strutture neuroepiteliali situate sulla superficie superiore della lingua, nell'alta laringe e nella parte posteriore dell'orofaringe; la loro funzione fondamentale consiste nel percepire i sapori dei cibi ingeriti. Ciò avviene soltanto nel momento in cui le sostanze che compongono gli alimenti si trovano in soluzione acquosa nella saliva e possono perciò facilmente raggiungere le papille: questa è la motivazione per la quale sentiamo maggiormente il sapore di ciò che "si scioglie in bocca", come ad esempio il cioccolato fondente, rispetto a quello dei cibi che restano solidi nel tratto orale del tubo digerente.

## Tipi di papille gustative

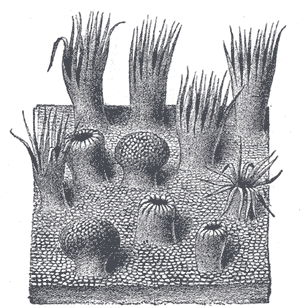
Vista schematica della lingua. Sono mostrate diverse papille.

In generale, le papille linguali possono essere definite come rilievi, di varia forma, della lamina propria della mucosa sui quali si dispone, seguendone il profilo, l'epitelio di rivestimento. Si descrivono quattro tipi di papille, diverse per numero, forma, distribuzione sul dorso linguale e significato funzionale: papille filiformi (o corolliformi), fungiformi, vallate e foliate.
- Le papille filiformi (o corolliformi) sorgono dalla lamina propria come rilievi tozzi che, al loro apice, danno sottili propaggini secondarie, di aspetto filamentoso; quando queste ultime sono numerose, l'intera papilla assume un aspetto a corolla di fiore (pertanto si dà il nome di papille corolliformi). Poiché le papille filiformi, ripartite su tutto il dorso della lingua, sono sottoposte a continue sollecitazioni meccaniche, specialmente nel corso dell'assunzione degli alimenti e della masticazione, l'epitelio pavimentoso composto è corneificato in corrispondenza del loro apice.

Le papille filiformi hanno due funzioni. Una è meccanica: la ruvidezza che esse conferiscono al dorso della lingua serve a trattenere gli alimenti, impedendone lo scivolamento. Ciò agevola una funzione della lingua che è quella di spingere, mantenere e ripartire il cibo tra i denti nel corso della masticazione. La seconda funzione è tattile: le papille filiformi sono riccamente innervate e vengono anche considerate come meccanocettori. Fibre nervose amieliniche raggiungono le papille secondarie dove terminano libere. Gli stimoli tattili vengono amplificati a livello delle papille filiformi; infatti, corpi estranei esplorati con la lingua sembrano presentare un volume maggiore di quello reale.
In stati febbrili, specialmente associati a malattie dell'apparato digerente, si ha una desquamazione particolarmente pronunciata dell'epitelio che ricopre le papille filiformi. La superficie dorsale della lingua assume allora un aspetto bianco (patina). Nelle papille filiformi mancano i calici gustativi.
- Le papille fungiformi sono rilievi della lamina propria a forma di fungo, con la base ristretta e l'apice rigonfio. Sui lati di queste papille connettivali possono trovarsi papille secondarie, in genere piccole. L'epitelio pavimentoso stratificato delle papille fungiformi non è corneificato; attraverso esso traspaiono i capillari della lamina propria. Queste papille possono perciò riconoscersi, sul dorso della lingua e soprattutto all'apice dove sono più numerose, come piccoli punti di colore rosso visibili anche a occhio nudo.

Nelle papille fungiformi possono trovarsi calici gustativi che, tuttavia, sono più numerosi nelle papille vallate e nelle foliate.
- Le papille vallate (o circumvallate) sono disposte, in numero di 7-11, al davanti del solco terminale che segna il limite tra corpo e base della lingua; in questa sede esse appaiono chiaramente visibili a occhio nudo.

Le papille vallate sono formate da un voluminoso rilievo connettivale cilindrico dalla cui superficie si sollevano papille secondarie; la papilla connettivale non sporge dalla lamina propria (come è invece il caso delle papille filiformi e fungiformi). L'epitelio, dalla superficie dell'organo, si affonda attorno alla papilla connettivale, raggiunge la base di questa e risale sul versante opposto. In tal modo, tutt'intorno alla papilla, viene a formarsi un profondo solco circolare (o vallo). Nell'epitelio che riveste le due pareti del vallo sono contenuti numerosi calici gustativi; il loro numero diminuisce progressivamente con l'età. Al fondo del vallo che circonda le papille vallate si aprono i condotti escretori di numerose ghiandole a secrezione sierosa pura, le ghiandole gustative (di Von Ebner). Il loro secreto, assai fluido, ha il compito di mantenere libero il vallo delle papille in modo che le gemme gustative siano sempre in grado di ricevere gli stimoli sapidi portati dagli alimenti.
- Le papille foliate, rudimentali nell'uomo, sono bene sviluppate nei roditori. Si trovano sui margini del corpo linguale, subito al davanti del pilastro glossopalatino. Esse coprono un'area ovoidale dove sono disposti, parallelamente l'uno all'altro, rilievi laminari verticali della lamina propria ricoperti da epitelio. Ogni rilievo è separato dal vicino a mezzo di un solco. L'epitelio di rivestimento è pavimentoso stratificato non corneificato; sui due versanti del solco esso contiene numerosi calici gustativi. Nel fondo dei solchi si aprono i dotti escretori di numerose ghiandole salivari, a secrezione sierosa, simili a quelle annesse alle papille vallate.[1]

## La distribuzione delle papille

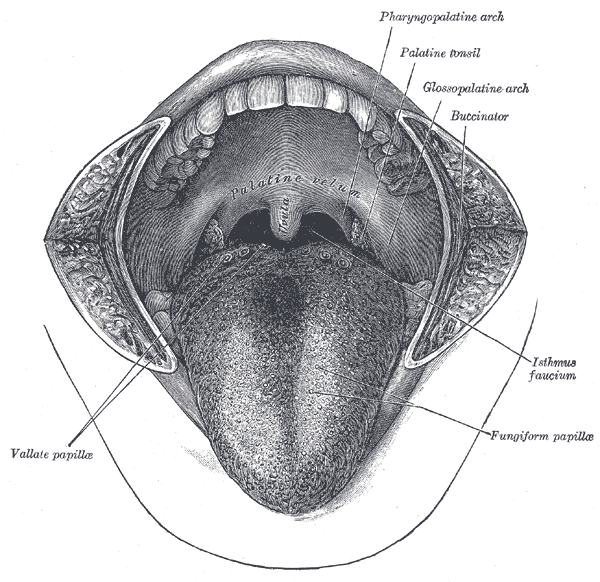
Il cavo orale

Un tempo si credeva che le papille gustative che si trovano nelle diverse zone fossero differenti le une dalle altre, mentre oggi è noto che ogni sapore è diffuso in tutta la lingua.
La credenza che esse siano concentrate in zone particolari deriva da una cattiva traduzione di uno psicologo di Harvard (Edwin G. Boring) di un articolo in tedesco del 1901. La sensibilità ai sapori è diffusa in tutta la lingua e anche in altre parti della bocca, come l'epiglottide e il palato molle.
Sono generalmente considerati cinque gusti primari: acido, dolce, salato, amaro e umami, a cui la ricerca recente ne aggiunge altri due, kokumi e grasso. Poiché il funzionamento del gusto è simile a quello visivo, l'uomo è in grado di percepire e di distinguere una gamma di sapori molto più vasta e complessa: ciò è dovuto al fatto che i sapori stimolano in modo diverso le papille e il cervello ne ricava una mappatura differente per ogni cibo, derivata dalla combinazioni di varie sensazioni; a ciò si aggiungano anche le differenze che intercorrono tra i cibi in termini di consistenza, calore ed odore.
Esistono tre fasce di persone, a seconda della concentrazione di papille:
- Non gustatori
- Gustatori normali
- Super gustatori (supertaster)